# Polizeibeauftragtengesetz
Das Polizeibeauftragtengesetz ist ein deutsches Bundesgesetz, das die Rechtsstellung, Aufgaben und die Tätigkeit des Polizeibeauftragten des Bundes beim Deutschen Bundestag regelt.

## Geschichte und Inhalt des Gesetzes
Nachdem die Fraktion Bündnis 90/Die Grünen in der 18. und 19. Wahlperiode erfolglose Gesetzentwürfe für ein Bundespolizeibeauftragtengesetz in den Deutschen Bundestag eingebracht hatte, sah der Koalitionsvertrag der 20. Wahlperiode sah vor, einen unabhängigen Polizeibeauftragten für die Polizeien des Bundes (Ombudsmann) als Anlaufstelle beim Deutschen Bundestag mit Akteneinsichts- und Zutrittsrechten einzuführen.
Das Gesetz legt fest, dass der Polizeibeauftragte mit der absoluten Mehrheit der Mitglieder des Deutschen Bundestages für eine Amtszeit von 5 Jahren gewählt wird. Eine einmalige Wiederwahl ist möglich. Der Polizeibeauftragte kann nur mit einer Zweidrittelmehrheit vom Parlament abgewählt werden. Sofern der Gewählte Mitglied des Bundestages ist, legt er dieses Mandat nieder, um die Unabhängigkeit des Beauftragten zu unterstreichen. Er wird vom Präsidenten des Deutschen Bundestages ernannt sowie vor dem gesamten Plenum vereidigt. Der Amtsinhaber ist Ansprechpartner für Bürgerinnen und Bürger sowie Bundespolizistinnen und Bundespolizisten und ermittelt unabhängig von jeglichen Ermittlungsbehörden.
Der Bundestag hatte am 10. November 2023 erstmalig über den Gesetzentwurf der Koalitionsfraktionen von SPD, Bündnis 90/Die Grünen und FDP über die Polizeibeauftragte oder den Polizeibeauftragten des Bundes beim Deutschen Bundestag beraten.
Am 18. Januar 2024 hatte der Deutsche Bundestag für die Einsetzung des Polizeibeauftragten des Bundes beim Deutschen Bundestag gestimmt. Einen entsprechenden Gesetzentwurf von SPD, Bündnis 90/Die Grünen und FDP nahm das Parlament mit den Stimmen der Koalition gegen das Votum der Opposition in einer vom Ausschuss für Inneres und Heimat geänderten Fassung (Bundesdrucksache 20/10092) an. Das Gesetz wurde am 4. März 2024 im Bundesgesetzblatt verkündet und trat am 5. März 2024 in Kraft.